# Céramique scandinave
C'est à partir des années 1940 que la céramique scandinave acquiert une renommée internationale.
En associant les techniques industrielles aux apports des écoles de design, les manufactures de Suède, du Danemark et de Finlande vont jeter les bases d'un style épuré et fluide, emblématique des productions nordiques.

## Design et industrie
La particularité des manufactures scandinaves fut d’intégrer des artistes, diplômés d’arts appliqués, en leur offrant des conditions de travail exceptionnelles. Les jeunes designers disposaient d’un atelier intégré au sein même de la manufacture et d’un titre de directeur artistique.
Cette liberté entraîna l’éclosion, dans des structures industrielles, d’un véritable vivier de créateurs qui allaient faire la renommée de ces manufactures.
Au-delà du support technologique représenté par l’accès aux ressources de ces manufactures, les céramistes bénéficiaient de l’appui promotionnel généré par les expositions internationales de céramique soutenues par les entreprises.

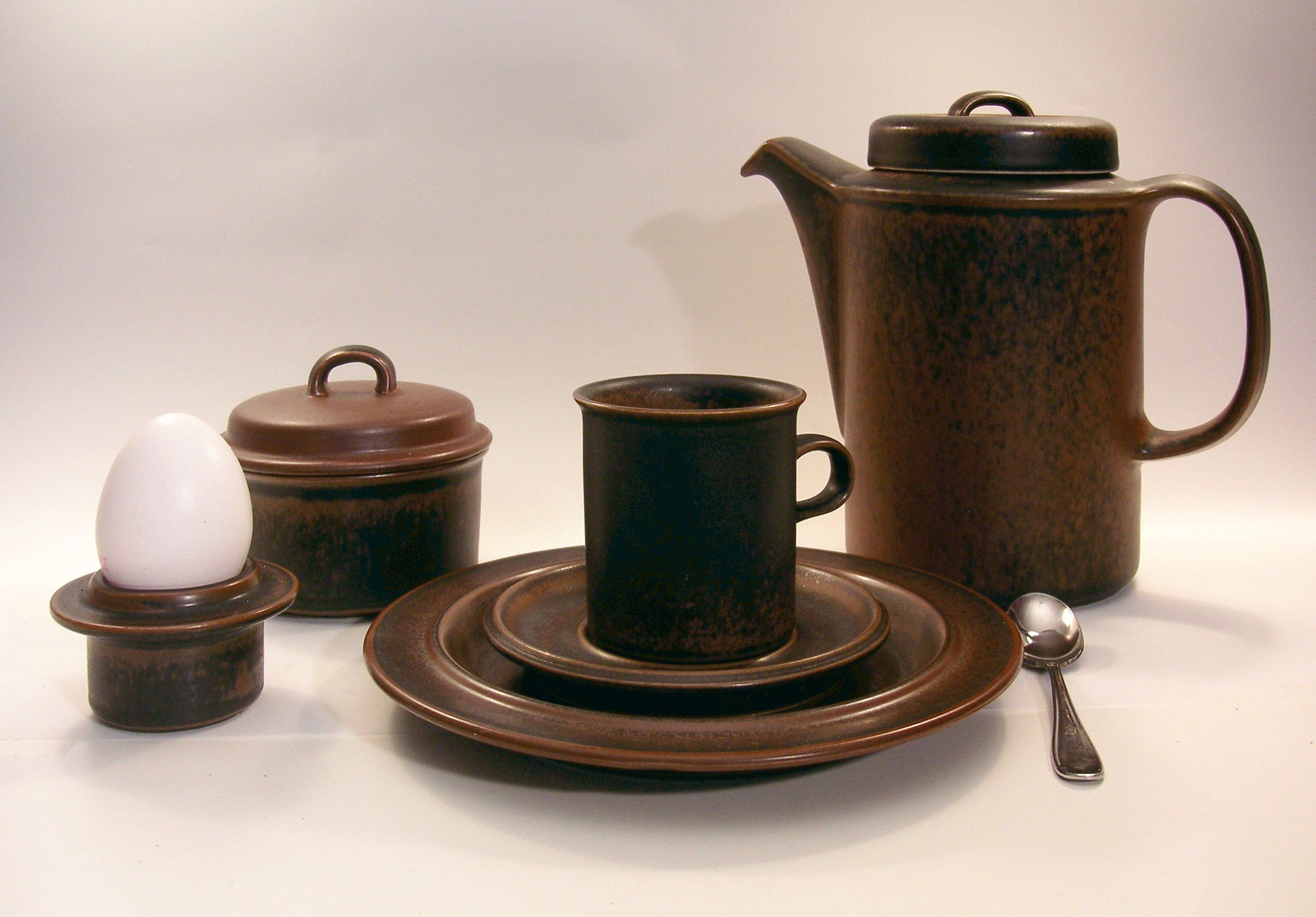
Service à déjeuner, Manufacture Arabia vers 1970, Finlande

### La Suède
En Suède, Rörstrand s’adjoint Inger Persson, Carl Harry Staalhane et Gunnar Nylund. On trouve Edwin Ohrstrom chez Orrefors et Bernt Friberg, Stig Lindberg et Wilhem Kage chez Gustavsberg.

### Le Danemark
Au Danemark, deux manufactures principales vont développer cette collaboration: Royal Copenhagen travaillera avec Axel Salto et Nils Thorsson puis avec Gertrud Vasegaard ; Bing & Grøndahl emploiera pour sa part Erik Magnussen et également Gertrud Vasegaard. Les vases géométriques richement gravés de Nils Thorsson restent parmi les pièces les plus populaires de Royal Copenhagen.
Un autre studio, de moindre importance, obtiendra une renommée internationale : Saxbo, fondé par Nathalie Krebs et Gunnar Nylund. Les cruches à anse fendue de Nathalie Krebs sont emblématiques de la production et du style de Saxbo.
Nymølle, un studio indépendant dirigé par Jacob Bang, éditera également des créations de Gunnar Nylund.
Atelier Kähler est surtout connu pour l'artiste Svend Hammershøi.

### La Finlande
Fondée en 1874 par Rörstrand, la manufacture Arabia deviendra indépendante en 1916 et s'adjoindra les talents de Ulla Procopé et de Friedl Kjellberg.

## Caractères stylistiques
La céramique scandinave établit un rapport subtil entre les formes naturelles, la fonction et l'excellence technique. Au Danemark comme en Suède, l'élégance des formes et la qualité des glaçures prédominent. En Finlande, l'influence formelle des forêts et des îles de l'archipel transparaît dans le dessin des pièces.

Pour tous, cependant, le folklore et les légendes nordiques forment un héritage commun.

L'étroite et durable collaboration entre les créateurs et les industriels a donné naissance à trois typologies de produits:
- Des services de grande série, dessinés spécialement pour la reproduction industrielle. Des séries en porcelaine comme le "Form 25 thermo" de Erik Magnussen pour Bing et Grøndahl en 1965 innovent en dotant la théière et les tasses d'une double enveloppe destinée à manipuler sans difficulté un contenu brûlant.
- Des séries limitées de quelques dizaines de pièces originales, signées et numérotées sont les porte-drapeau de la démarche artistique des manufactures.
- Les pièces uniques ou "studio works" témoignent enfin de la liberté laissée aux créateurs de poursuivre leurs recherches avec les moyens des manufactures.

## Les créateurs
- Carl Harry Staalhane (1920-1990). Après la fin de sa collaboration avec Rörstrand, il fonde en 1973 son propre studio à Lidkoping en Suède, nommé Designhuset.
- Gunnar Nylund (1904-1496), finlandais né à Paris d’une mère céramiste et d’un père sculpteur, impose un style moderniste épuré.
- Bernt Friberg (1899-1981). Issu d’une modeste lignée de potiers, Friberg travaille l’argile dès treize ans.
- Wilhelm Kåge (1889-1960) remporte une médaille d’or à l’Exposition universelle de Paris de 1925 avec sa collection néo-classique Argenta, un des fleurons de l’Art déco nordique.
- Stig Lindberg (1916-1982) élève de Kåge dont il prend la suite à Gustavsberg.
- Nils Thorsson ; né le 4 octobre 1898 à Eslöv, Suède, il émigre au Danemark en 1904/05 ; il meurt le 25 octobre 1975 à Copenhague. Il a collaboré avec Royal Copenhagen Fajance pour qui il dessinera en 1960 la célèbre ligne Baca.
- Svend Hammershøi (1873-1948) remporte des prix dans les capitales européennes, pour les expositions internationales comme à Paris en 1900 et 1925, à Berlin, à Stockholm, et à Londres. La plupart des œuvres céramiques de Svend Hammershøi sont dans le style cendré des années 1930.
- Axel Salto (1889-1961). Ses vases naturalistes sont dits germinants, bourgeonnants ou cannelés.
- Arne Bang (1901-1983). Auteur d’objets utilitaires raffinés associant grès solide plissé ou cannelé à un fin en argent.
- Jais Nielsen (1885-1961) exécute des pièces sang-de-bœuf ou jade céladon, au décor sous émail.
- Bode Willumsen (1895-1987), s’adonne au primitivisme dès les années 1930 et fait grimper ses animaux sculptés sur des pichets.
- Knud Kyhn (1880-1969) réalise des figurines animalières pleines d’humour (il travaillera également pour Royal Copenhague et B & G).
- Eva Stæhr Nielsen (1911-1976) travaille pour Saxbo, crée en 1930 par Nathalie Krebs et Gunnar Nylund.  Eva Stæhr Nielsen rejoint Saxbo en 1932.